# Amazilia lactea
Amazilia lactea е вид птица от семейство Колиброви (Trochilidae).

## Разпространение
Видът е разпространен в Бразилия и Венецуела.